# Kanagawa-ku
Kanagawa (神奈川区, Kanagawa-ku) est l'un des dix-huit arrondissements de la ville de Yokohama au Japon. Il est situé au nord-ouest de la ville, au bord de la baie de Tokyo.
En 2016, sa population est de 239 268 habitants pour une superficie de 23,73 km2, ce qui fait une densité de population de 10 080 hab./km2.

## Lieux notables

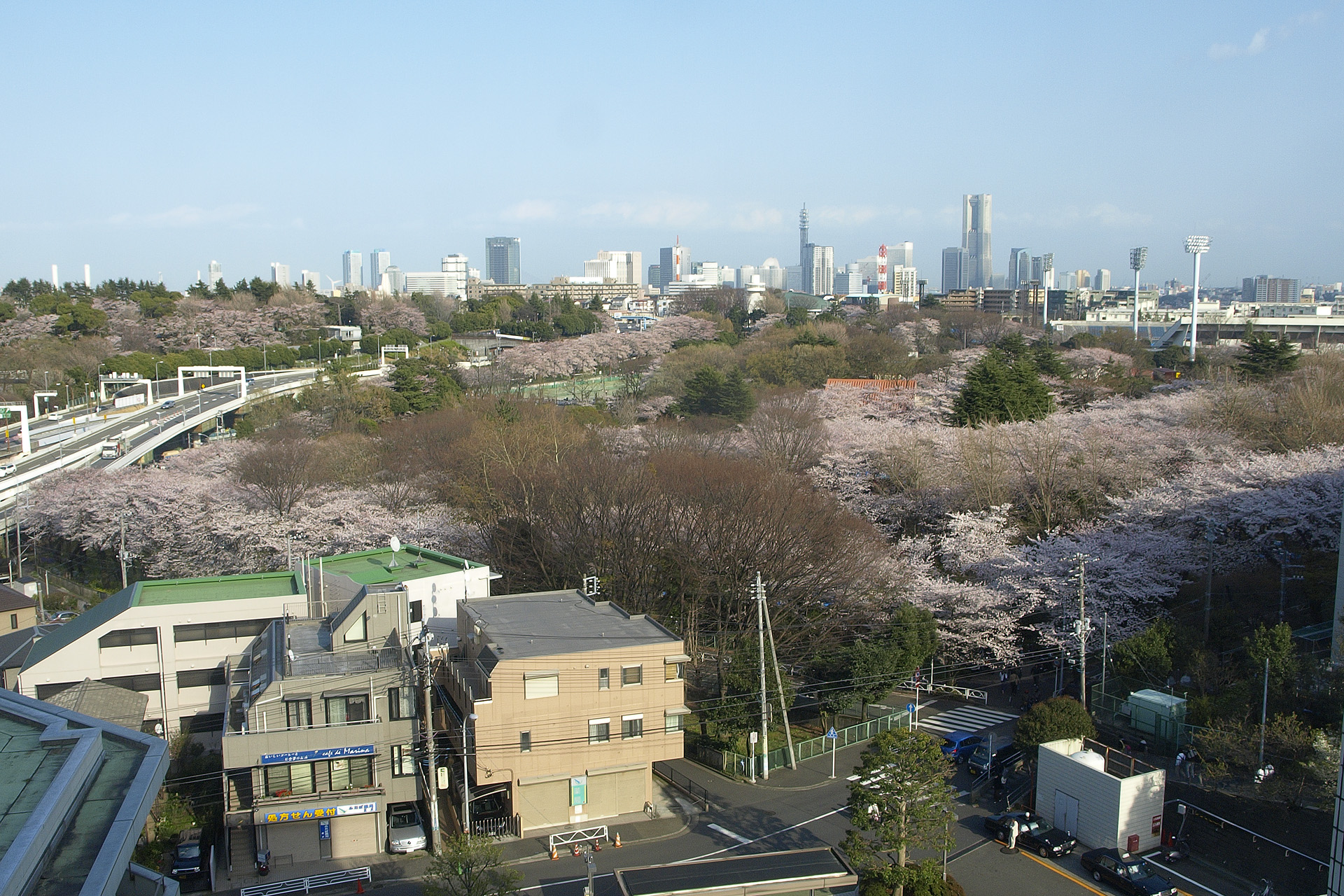
Le parc Mitsuzawa dans l'arrondissement de Kanagawa.

- Mitsuzawa Stadium
- Université de Kanagawa

## Transport publics
L'arrondissement est desservi par plusieurs lignes ferroviaires :
- lignes Yokohama et Keihin-Tōhoku de la compagnie JR East,
- ligne principale de la compagnie Keikyū,
- ligne Tōyoko de la compagnie Tōkyū,
- ligne bleue du métro de Yokohama.